# Tommy Ramdhan
Tommy Ramdhan (* 28. November 1996 in London) ist ein britischer Leichtathlet, der sich auf den Sprint spezialisiert hat. Mit der britischen 4-mal-100-Meter-Staffel wurde er 2022 in München Europameister.

## Sportliche Laufbahn
Erste internationale Erfahrungen sammelte Tommy Ramdhan im Jahr 2015, als er bei den Junioreneuropameisterschaften in Eskilstuna in 20,57 s die Goldmedaille im 200-Meter-Lauf gewann und mit der britischen 4-mal-100-Meter-Staffel im Vorlauf disqualifiziert wurde. 2022 verhalf er der Staffel bei den Europameisterschaften in München zum Finaleinzug und trug somit zum Gewinn der Goldmedaille bei. Im Jahr darauf wurde er bei der 1. Liga der Team-Europameisterschaft im Rahmen der Europaspiele in Chorzów im Staffelbewerb disqualifiziert.

## Persönliche Bestzeiten
- 100 Meter: 10,16 s (0,0 m/s), 22. August 2021 in Schifflange
  - 60 Meter (Halle): 6,70 s, 10. Februar 2016 in Newham
- 200 Meter: 20,34 s (+1,6 m/s), 30. August 2021 in London